# Az Útvesztő-könyvsorozat
Az Útvesztő-könyvsorozat vagy Az Útvesztő-trilógia sci-fi kaland disztópia könyvsorozat, az amerikai James Dashner alkotása. A trilógia három része a következő: Az Útvesztő, Tűzpróba és Halálkúra. Két előzménykötete van, a Halálparancs és a Lázkód. Utóbbi 2016-ban jelent meg Amerikában.

## Könyvek

### Az Útvesztő
Thomas egy felvonóban ébred, és rövidesen egy tisztáson találja magát, ahol egy csapat fiatal fiú éli mindennapjait egy útvesztővel körbezárva, ahol félelmetes szörnyek tanyáznak, mely egy titkos társaság kísérlete. Kiutat keresnek, úgy tűnik, mindhiába, ám minden megváltozik, mikor egy Teresa nevű lányt küldenek fel a többiekhez. Thomas beilleszkedik, és együtt keresik a megmenekülésük módját.

### Tűzpróba
Az útvesztő elhagyásával hőseink megpróbáltatásainak egyáltalán nincs vége. A maroknyi túlélőnek egy kietlen sivatagon kell átkelnie, hogy elérjék a biztosnak tűnő menedéket. Közben megismerkednek a világ árnyoldalaival.

### Halálkúra
Úgy tűnik minden a helyére kerül, ám a csapatnak Denverbe kell mennie, hogy felszámolják a titkos társaság kísérleteit. Útjukat itt is számtalan megpróbáltatás keresztezi.

### Halálparancs
13 évvel a trilógia előtti időkbe nyerhetünk bepillantást.

### Lázkód
Az előzménykötet közvetlenül Az Útvesztő előtt játszódik. 2016-ban jelent meg.

## Szereplők
```
Figyelem! A szöveg spoilert tartalmaz!
```

- Thomas[1] – Futár, kivezeti a csapatot az Útvesztőből. Chuck legjobb barátja. Thomas Edisonról kapta nevét. Átváltozott. Telepata. Eredeti neve Stephen.
- Newt[2] – Alby helyettese, egykor Futár volt. Legjobb barátja Alby. Isaac Newton a névadója. Később kiderül róla, hogy nem immunis a Kitöréssel szemben, ezért megkéri Thomast, hogy ölje meg.
- Alby[3] – a Vezér, mikor Thomas megérkezik. Legjobb barátja Newt. Átesik az Átváltozáson. Később öngyilkos lesz, mert nem akar kijutni az Útvesztőből. Neve Albert Einsteinéből ered.
- Minho[4] – a Futárok Elöljárója, keresztülvezeti a csapatot Perzseltföldön. Egy ma még nem élő tudósról kapja nevét, aki felfedezi a rák ellenszerét.
- Chuck[5] – Lögybölő, feláldozza magát a legjobb barátjáért, Thomasért. Neve Charles Darwintól származik.
- Teresa – az egyetlen lány az Útvesztő A-csoportjában. Szerelmes Thomasba. Meghal, mikor megvédi Thomast egy zuhanó betondarabtól. Teréz anya miatt nevezik el így. Telepata.[6]
- Gally[7] – az Építők Elöljárója, már Átváltozott. Gyűlöli Thomast. Nevét Galileo Galilei miatt kapja. Ő öli meg Chuckot miután a VESZETT erre kényszeríti. Később a harmadik részben tűnik fel, mint a Jobb kar tagja.
- Serpenyő[8] – a Szakácsok Elöljárója, Thomas támogatója. "Eredeti" neve Siggy, Sigmund Freudról kapta nevét. Eredeti neve: Toby.
- Winston[9] – a Nyesők Elöljárója, ő az egyetlen, aki Gallyt támogatja abban, hogy Thomas veszélyes. Nevét Winston Churchillről kapta.
- Jorge[10] – csak a második kötetben találkozunk vele, segíti a srácokat átvinni Perzseltföldön. Dél-Amerikából származik.
- Brenda[11] – csak a második kötetben találkozunk vele. Szerelmes Thomasba.
- Aris Jones[12] – az egyetlen fiú az Útvesztő B-csoportjában. Képes telepatikus úton beszélni.[13] Neve eredete: Arisztotelész.
- Rachel: Aris telepata párja. A B-csoport tagja. Egy időben küldik be mint Thomast, csak egy másik útvesztőbe. Meghal amikor a B-csoport kijut az Útvesztőből.
- Ben – Építő, aki meg akarta ölni Thomast, mert látta Átváltozás közben. Ezért kitoloncolják az Útvesztőbe.
- Zart: A kertészek elöljárója.
- Clint: A kóroncok elöljárója.
- Sonya: A B-csoport egyik vezetője. Mint az utolsó könyvből kiderül, Newt húga. Eredeti neve: Lizzy.
- Miyokó: A B-csoport tagja, csak a Lázkódban tűnik fel.

Szereplők a halálparancsból
- Mark: Az egyik, a napkitörések elől menekülő csoport tagja. Szerelmes Trinába, aki szintén a csapat tagja. Az ő szemszögből olvashatjuk a könyvet. Feláldozza magát Dedee-ért (Teresáért).
- Trina: Szintén a csapat tagja, viszonozza Mark érzelmeit. Később elkapja a kitörést, ami következtében elveszti emlékeit. Ő is meghal Markal együtt. Utolsó pillanataiban kitisztul elméje, felismeri Markot.
- Alec: A csapat vezetője, vén exkatona. Szerelmes Lanába.Többször megmenti Mark életét. Ő is elkapja a kitörést, majd ő is feláldozza magát Dedee-ért.
- Lana: Exkatona, viszonozza Alec érzelmeit. A buggyantak megölik, mielőtt Mark és Alec meg tudná menteni. Nem tudjuk elkapta-e a kitörést.
- Darnel, Varangy, Misty, Baxter: A könyv elején elkapják a kitörést, kivéve Baxter, aki -mint Mark egyik álmából kiderül- már a történet kezdete előtt meghal egy rablóbanda támadása során hal meg.
- (kis) Dedee: Valahol, egy Kelet-Amerikai faluban születik. Szülei meghalnak, a falubeliek magára hagyják, miután azt gondolják róla, hogy a sátán szövetségese. Ezek az emberek az elborult stádiumban voltak, Dedee pedig -ugyan megszúrták- nem kapta el a kitörést.

A VESZETT főbb munkatársai
- (dr.) Ava Paige: A harmadik kancellár a VESZETT-nél. Szörnyű dolgokat követ el a sorozat folyamán, de a Halálkúrában ráébred tettei helytelenségeire, és megmenti Thomast.
- John Michel: A KKK, majd a VESZETT alapítója. Ő az első kancellár. Elkapja a kitörést, ami miatt meg is ölik (az ő kérésére). Ő fogalmazta meg azt a mondatot, amely végigkísér minket a sorozat elejétől a végéig (-halálkúra); A VESZETT jó!
- Kevin Anderson: A VESZETT második kancellárja. Ő indította be az Útvesztő-próbákat, majd le is akarta állítani, azonban Paige ezt nem akarta, ezért megfertőzte őt a kitöréssel (,amit aztán több ember is elkapott). Végül a tisztogatás során Thomas végzett vele. Helyét Paige vette át.
- Randall: A VESZETT egyik biztonsági őre. Ő kínozta meg Thomast, hogy felejtse el régi nevét (Stephen). Később ő is elkapta a kitörést, amit Anderson terjesztett el a VESZETT-ben. Thomas öli meg, miután a férfi rátámad az erdőben.
- Dr. Leavitt: A VESZETT fő pszichológusa. Ő is elkapja a kitörést Andersontól.
- Mr. Glanville: Thomas történelem tanára.
- Ms. Denton: Thomas kritikai gondolkodás tanára.

## Magyarul
- Az Útvesztő. James Dashner trilógiájának 1. kötete; ford. Tosics Dávid, Wiesenmayer Teodóra; Cartaphilus, Budapest, 2012 (Carta light)
- Tűzpróba. Az Útvesztő-trilógia második kötete; ford. Havadi Krisztina; Cartaphilus, Budapest, 2014 (Carta light)
- Halálkúra. Az Útvesztő-trilógia harmadik kötete; ford. Havadi Krisztina; Cartaphilus, Budapest, 2015 (Carta light)
- Halálparancs. Az Útvesztő-trilógia előzményeinek első kötete; ford. Havadi Krisztina; Cartaphilus, Budapest, 2015 (Carta light)
- Lázkód. Az Útvesztő-trilógia előzményeinek második kötete; ford. Havadi Krisztina; Cartaphilus, Budapest, 2017 (Carta light)